# Ophioglossoideae
Ophioglossoideae, potporodica jednolistovki, dio reda jednolistovki (Ophioglossales) u razredu Psilotopsida. 
Sastoji se od pet rodova.

## Rodovi
1. Cheiroglossa C. Presl
2. Ophioderma (Blume) Endlicher
3. Ophioglossum L.
4. Rhizoglossum C. Presl